# ダニエル・ギタ
ダニエル・ギタ（Daniel Ghiță、男性、1981年4月22日 - ）は、ルーマニアのキックボクサー。ブカレスト出身。カマクラジム所属。元IT'S SHOWTIMEヘビー級世界王者。

## 人物
2001年から2008年までルーマニア大統領のシークレットサービスを務めていた。
真面目で硬派な性格であり、「今は格闘技に気持ちを入れる時期だから今は彼女はいらない」と語り、試合後のリング上で彼女とキスをするレミー・ボンヤスキーに対しては「ガールフレンドがいるなら家でキスすればいいのに、リングの上の事とプライベートを混同するな！私はあんな行為は認めない！」と怒りを露にしている。

## 来歴
2004年2月6日、地元ルーマニアのキックボクシング興行「Local Kombat」に初参戦し、翌年のブレクト・ウォリス戦まで8連勝を記録。
2006年3月10日、Local Kombat 19でグレゴリー・トニーと対戦し、1Rにハイキックで2度のダウンを奪われKO負けを喫した。Local Kombatでの初黒星となった。
2006年12月16日、Local Kombat 24でグレゴリー・トニーと再戦し、2RKO勝ち。リベンジを果たした。
2008年3月15日、Local Kombat 29でフレディ・ケマイヨと対戦し、2RKO勝ち。
2008年6月6日、Local Kombat 30でビヨン・ブレギーと対戦し、左フックでダウンを奪い判定勝ち。
2008年11月7日、Local Kombat 31でジャバット・ポトラックと対戦し、左フックでダウンを奪われ判定負け。
2009年8月11日、K-1 WORLD GP 2009 IN TOKYOで行われたFINAL16 QUALIFYING GPに出場し、1回戦でジョン・ラブに1RKO勝ち、準決勝を怪我のため棄権したメルヴィン・マヌーフに代わったリザーバー悠羽輝に1RKO勝ち、決勝でセルゲイ・ラシェンコに1RKO勝ちし優勝。3試合合計でもわずか5分15秒という圧倒的な実力を見せ、WORLD GP進出を決めた。
2009年9月26日、K-1 WORLD GP 2009 IN SEOUL FINAL16にて3連覇王者セミー・シュルトと対戦。1Rこそ互角の展開を見せるも徐々にペースを奪われ最後は2度のダウンを奪われ判定負け。
2009年12月5日、K-1 WORLD GP 2009 FINALのリザーブファイトにて総合格闘家のセルゲイ・ハリトーノフと対戦し、徹底してローキックを打ち込みKO勝ち。
2010年5月29日、IT'S SHOWTIMEでアーシュイン・バルラックと対戦し、0-5の判定負けを喫した。
2010年10月2日、K-1 WORLD GP 2010 IN SEOUL FINAL16に推薦枠として出場。エロール・ジマーマンと戦い、右ストレートでKO勝ちを収めた。
2010年12月12日、K-1 WORLD GP 2010 FINALの準々決勝でグーカン・サキと対戦し、ほぼ互角の展開で延長Rに進み、非常に僅差の判定で敗れた。
2011年3月6日、IT'S SHOWTIMEにてIT'S SHOWTIME世界ヘビー級王者ヘスディ・カラケスとノンタイトル戦で対戦し、2Rにヘスディのパンチ連打を浴びてやや劣勢になってもノーガードで挑発する強気な姿勢を見せたが、ヘスディの膝蹴りがローブローとなってギタが倒れるが、レフェリーがこれをダウンと誤審。3Rに猛反撃したものの及ばず判定負け。
6月11日、IT'S SHOWTIMEワルシャワ大会にて、エルハン・デニスと対戦し、1Rにバッティングの反則をくらって顔を押さえて後退したのをレフェリーがダウンと誤審する不運に遭うが、2Rに猛攻を仕掛けてダウンを奪い、最後は流血でドクターストップTKO勝ちを収めた。
2012年1月28日、IT'S SHOWTIMEレーワルデン大会にてIT'S SHOWTIME世界ヘビー級王者ヘスディ・カラケスとタイトルマッチで再戦し、1R左フック一撃で失神KO勝ちを収めて同王座を獲得した。
2012年3月10日、Cro Cop Final Fightにてセルゲイ・ラシェンコに3RKO勝ち。
2012年5月27日、新生K-1の第一弾大会となった『K-1 Rising 2012 ~ K-1 World MAX Final 16 ~ in Madrid』に参戦し、ウェンデル・ロチェに2RTKO勝ち。
2012年12月31日、DREAM.18 & GLORY 4のGLORY GRAND SLAM ヘビー級世界トーナメント2012にて、1回戦でジョナタ・デニスに3R判定勝ち。準々決勝でムラッド・ボウジディに2RTKO勝ち。準決勝でジャマール・ベン・サディックに左ミドルキック一撃で1R秒殺KO勝ち。決勝でセミー・シュルトに左ハイキックを浴びてダウンを奪われ、立ち上がったもののレフェリーストップによる1RKO負けで準優勝。
2013年4月6日、GLORY 6: Istanbulにてグーカン・サキと再戦し、1Rに組み際にサキが足を引っ掛けたことでスリップした際にギタは腕を痛めたような素振りを見せるが、レフェリーのヨープ・ウベタは打撃が全く当たっていないにもかかわらずこれをダウンと誤審し、ギタにドクターチェックも受けさせなかった。その後もサキの猛攻を浴びてダウンを奪われ、2RKO負け。なお、レフェリーのヨープ・ウベタはこの試合を最後にGLORYを解雇・追放された。
6月22日、GLORY 9 New Yorkにてブリース・ギドンと対戦し、左フック一撃で1RKO勝ち。
10月12日、GLORY 11 ChicagoのGLORYヘビー級世界トーナメント2013にて1回戦でアンダーソン・ブラドック・シルバに1RKO勝ち。決勝で練習仲間で親友のリコ・ベホーベンに判定負けで準優勝。
12月21日、有明コロシアムで開催のGLORY 13 Tokyoにてエロール・ジマーマンと対戦し、1R開始直後にローキックを効かせてさらに左フックで一撃KO勝ち。

## 戦績
| キックボクシング 戦績 | キックボクシング 戦績 | キックボクシング 戦績 | キックボクシング 戦績 | キックボクシング 戦績 | キックボクシング 戦績 | キックボクシング 戦績 |
| --------------------- | --------------------- | --------------------- | --------------------- | --------------------- | --------------------- | --------------------- |
| 62 試合               | (T)KO                 | 判定                  | その他                | 引き分け              | 無効試合              |                       |
| 52 勝                 | 42                    | 11                    | 0                     | 0                     | 0                     |                       |
| 10 敗                 | 3                     | 7                     | 0                     | 0                     | 0                     |                       |

| 勝敗 | 対戦相手                             | 試合結果                                   | 大会名                                                                                     | 開催年月日     |
| ○    | エロール・ジマーマン                 | 1R 0:35 KO（左フック）                     | GLORY 13 Tokyo                                                                             | 2013年12月21日 |
| ×    | リコ・ベホーベン                     | 3R終了 判定0-3                             | GLORY 11 Chicago 【ヘビー級世界トーナメント2013 決勝】                                     | 2013年10月12日 |
| ○    | アンダーソン・ブラドック・シルバ     | 1R 1:56 KO                                 | GLORY 11 Chicago 【ヘビー級世界トーナメント2013 1回戦】                                    | 2013年10月12日 |
| ○    | ブリース・ギドン                     | 1R 0:49 KO（左フック）                     | GLORY 9 New York - 2013 95kg Slam                                                          | 2013年6月22日  |
| ×    | グーカン・サキ                       | 2R TKO（パンチ）                           | GLORY 6 Istanbul                                                                           | 2013年4月6日   |
| ×    | セミー・シュルト                     | 1R 2:52 TKO（左ハイキック）                | DREAM.18 & GLORY 4 〜大晦日 SPECIAL 2012〜 【GRAND SLAMヘビー級トーナメント2012 準決勝】   | 2012年12月31日 |
| ○    | ジャマール・ベン・サディック         | 1R 0:25 KO（左ミドルキック）               | DREAM.18 & GLORY 4 〜大晦日 SPECIAL 2012〜 【GRAND SLAMヘビー級トーナメント2012 準決勝】   | 2012年12月31日 |
| ○    | ムラッド・ボウジディ                 | 2R 0:40 TKO（ドクターストップ）            | DREAM.18 & GLORY 4 〜大晦日 SPECIAL 2012〜 【GRAND SLAMヘビー級トーナメント2012 準々決勝】 | 2012年12月31日 |
| ○    | ジョナタ・デニス                     | 2分3R終了 判定146-139                      | DREAM.18 & GLORY 4 〜大晦日 SPECIAL 2012〜 【GRAND SLAMヘビー級トーナメント2012 1回戦】    | 2012年12月31日 |
| ○    | ゼバット・ポーツラック               | 2R 0:32 KO（左ミドルキック）               | Music Hall & BFN Group present: It's Showtime 58                                           | 2012年6月30日  |
| ○    | ウェンデル・ロチェ                   | 2R 1:15 TKO（タオル投入）                  | K-1 World MAX 2012 World Championship Tournament Final 16 【スーパーファイト】             | 2012年5月27日  |
| ○    | ブライアン・ダウヴィス               | 2R 0:44 KO（左フック）                     | Siam Gym Belgium presents It's Showtime 56                                                 | 2012年5月12日  |
| ○    | セルゲイ・ラシェンコ                 | 3R 0:49 KO（右ハイキック）                 | Cro Cop Final Fight                                                                        | 2012年3月10日  |
| ○    | ヘスディ・カラケス                   | 1R 2:47 KO（左フック）                     | It's Showtime 2012 in Leeuwarden 【IT'S SHOWTIMEヘビー級世界タイトルマッチ】               | 2012年1月28日  |
| ○    | エルハン・デニス                     | 2R 2:50 KO（左ボディフック）               | It's Showtime Warsaw                                                                       | 2011年6月11日  |
| ○    | フィクリ”ザ・アメージング”アメジアン | 1R 3:00 KO                                 | IT'S SHOWTIME 2011 Lyon                                                                    | 2011年5月14日  |
| ×    | ヘスディ・カラケス                   | 3R終了 判定0-5                             | Fightingstars presents: IT'S SHOWTIME Sporthallen Zuid                                     | 2011年3月6日   |
| ×    | グーカン・サキ                       | 3R+延長1R終了 判定0-3                      | K-1 WORLD GP 2010 FINAL 【WORLD GP 準々決勝】                                              | 2010年12月11日 |
| ○    | エロール・ジマーマン                 | 2R 0:18 KO（右ストレート）                 | K-1 WORLD GP 2010 IN SEOUL FINAL16 【WORLD GP 1回戦】                                      | 2010年10月2日  |
| ×    | アーシュイン・バルラック             | 3R終了 判定0-5                             | It's Showtime 2010 Amsterdam                                                               | 2010年5月29日  |
| ○    | ジャバット・ポトラック               | 3R終了 判定3-0                             | It's Showtime 2010 Prague                                                                  | 2010年2月13日  |
| ○    | セルゲイ・ハリトーノフ               | 3R 0:36 KO（右ローキック）                 | K-1 WORLD GP 2009 FINAL 【WORLD GP リザーブファイト】                                      | 2009年12月5日  |
| ×    | セミー・シュルト                     | 3R終了 判定0-3                             | K-1 WORLD GP 2009 IN SEOUL FINAL16 【WORLD GP 1回戦】                                      | 2009年9月26日  |
| ○    | セルゲイ・ラシェンコ                 | 1R 2:19 KO（3ノックダウン：右ローキック）  | K-1 WORLD GP 2009 IN TOKYO 【FINAL16 QUALIFYING GP 準決勝】                                | 2009年8月11日  |
| ○    | 悠羽輝                               | 1R 1:28 KO（2ノックダウン：右ローキック）  | K-1 WORLD GP 2009 IN TOKYO 【FINAL16 QUALIFYING GP 準決勝】                                | 2009年8月11日  |
| ○    | ジョン・ラブ                         | 1R 1:28 KO（2ノックダウン：左フック）      | K-1 WORLD GP 2009 IN TOKYO 【FINAL16 QUALIFYING GP 1回戦】                                 | 2009年8月11日  |
| ○    | トーマス・ハロン                     | 2R TKO（レフェリーストップ：左ローキック） | It's Showtime 2009 Amsterdam                                                               | 2009年5月16日  |
| ○    | イゴール・ミハリエビッチ             | 1R 0:30 KO（右ローキック）                 | K-1 Rules Tournament 2009 in Budapest 【スーパーファイト】                                 | 2009年2月28日  |
| ×    | ローマン・クレイブル                 | 延長R終了 判定                             | K-1 Fighting Network Prague 2008 【スーパーファイト】                                      | 2008年12月20日 |
| ×    | ジャバット・ポトラック               | 3R終了 判定0-3                             | Local Kombat 31                                                                            | 2008年11月7日  |
| ○    | ビヨン・ブレギー                     | 3R終了 判定3-0                             | Local Kombat 30                                                                            | 2008年6月6日   |
| ○    | フレディ・ケマイヨ                   | 2R 2:30 KO（左フック）                     | Local Kombat 29                                                                            | 2008年3月15日  |
| ○    | タダス・リンカビュチス               | 1R KO（右ローキック）                      | Local Kombat 28 "Invazia greilor"                                                          | 2007年12月14日 |
| ○    | ジェームス・フィリップス             | 2R 1:58 KO（左ローキック）                 | Lokal Kombat 27 "Porţile de fier"                                                          | 2007年11月3日  |
| ○    | ノブ・ハヤシ                         | 3R終了 判定3-0                             | K-1 Fighting Network Romania 2007                                                          | 2007年5月4日   |
| ○    | グレゴリー・トニー                   | 2R 2:09 KO（右フック）                     | Local Kombat 24 "Bătaie în Giuleşti"                                                       | 2006年12月16日 |
| ○    | ハンベルト・エボラ                   | 1R 2:19 KO（右ハイキック）                 | Local Kombat 22                                                                            | 2006年9月29日  |
| ○    | ムハマド・ドゥアマズ                 | 2R 1:03 TKO（タオル投入）                  | Local Kombat 21                                                                            | 2006年6月2日   |
| ×    | グレゴリー・トニー                   | 1R KO（右ハイキック）                      | Local Kombat 19 "Infruntarea titanilor"                                                    | 2006年3月10日  |
| ○    | ブレクト・ウォリス                   | 3R終了 判定3-0                             | Local Kombat 16 "Liga Campionilor"                                                         | 2005年9月16日  |
| ○    | ムラッド・ボウジディ                 | 3R終了 判定3-0                             | Local Kombat 14 "Lupta capitala"                                                           | 2005年5月14日  |
| ○    | アベーロ・ジーザス                   | 2R TKO（タオル投入）                       | Local Kombat 12 "Fara mila"                                                                | 2005年2月11日  |
| ○    | イビカ・ペルコビッチ                 | 3R KO                                      | Local Kombat 10 "Arde Braila"                                                              | 2004年10月22日 |
| ○    | フローリン・ゴロペンタ               | 3R TKO                                     | Local Kombat 8 "Duelul giganţilor"                                                         | 2004年7月23日  |
| ○    | アナトリー・ダニロフ                 | 3R TKO                                     | Local Kombat 6                                                                             | 2004年5月14日  |
| ○    | ティハマー・ブルナー                 | 3R終了 判定3-0                             | Local Kombat 5                                                                             | 2004年3月26日  |
| ○    | ニコラ・ヨバノビッチ                 | 2R TKO                                     | Local Kombat 4                                                                             | 2004年2月26日  |

## 獲得タイトル
- Local Kombatヘビー級王座
- WKN欧州ヘビー級王座
- K-1 WORLD GP 2009 IN TOKYO (FINAL16 QUALIFYING GP) 優勝
- 第3代IT'S SHOWTIMEヘビー級世界王座
- GLORY GRAND SLAM ヘビー級トーナメント2012 準優勝
- GLORYヘビー級世界トーナメント2013 準優勝